# La Première Chose qu'on regarde
La Première Chose qu'on regarde  est un roman de Grégoire Delacourt paru en 2013.

## Résumé
Arthur Dreyfuss, un modeste garagiste à Long, un village de la Somme reçoit la visite de Scarlett Johansson dont il tombe amoureux. Mais qui se cache derrière les apparences ?

## Analyse
C'est le troisième roman de Grégoire Delacourt, publié un an après le succès de La Liste de mes envies.
Scarlett Johansson, n'appréciant pas l'utilisation de son image, attaque les Éditions Jean-Claude Lattès en justice par l'intermédiaire de son avocat, Maître Yves Toledano  pour "parasitisme". Le tribunal de grande instance de Paris n'a pas considéré que le livre portait atteinte à l'image de l'actrice puisque les "révélations" venaient toutes de sources établies, notamment Wikipédia et que, si l'actrice n'était pas d'accord, il lui appartenait de les modifier et n'a pas retenu l'utilisation frauduleuse du nom, de l'image et de la notoriété de Scarlett Johansson, et l'a donc déboutée . Néanmoins, une référence à deux acteurs a retenu l'attention du Tribunal qui a condamné les Editions Lattès aux dépens.